# Finlandiapriset för arkitektur
Finlandiapriset för arkitektur (finska: Arkkitehtuurin Finlandia-palkinto) är ett finländskt arkitekturpris instiftat 2011 av Finlands Arkitektförbund SAFA och delades ut för första gången 2014. Det beviljas årligen för att uppmärksamma skapandet av en ny, tongivande byggnad eller ett byggnadskomplex eller restaurering, renovering eller ändring av en befintlig byggnad eller ett  byggnadskomplex. Priset kan beviljas senast tre år efter bygg- eller ändringsprojektets slutförande. Det ingår inga pengar i Finlandiapriset för arkitektur, då SAFA än så länge inte har några sponsorer för priset.

## 2014
Första Finlandiapriset för arkitektur gick till Rainer Mahlamäkis Museet för de polska judarnas historia Polin i Warszawa i Polen, uppfört 2013.
Vinnaren utsågs av Sixten Korkman bland fyra finalister, som valts av en jury. Enligt honom är byggnaden inte bara ett museum utan också ett konstverk, som påverkar starkt den omgivande stadsmiljön. I juryn ingick Finsk Arkitekturtidskrifts chefredaktör Jorma Mukala, Finlands arkitekturmuseums direktör Juulia Kauste, professor Pentti Kareoja från Aalto-universitetet och arkitekt Esa Ruskeapää.
Övriga nominerade var: 
- Utökningen av Serlachiusmuseerna i Mänttä med Göstas paviljong
- Helsingfors universitetsbibliotekets huvudbyggnad Kaisa-huset
- Seinäjoki stadsbiblioteket Apila i Seinäjoki

## 2015
Vinnare: Flerbostadshuset Puukuokka av Anssi Lassila i Kuokkala i Jyväskylä. Vinnaren utsågs av tonsättaren Kaija Saariaho.
Övriga nominerade var:
- Mikko Heikkinen & Markku Komonen: Kangasala-huset i Kangasala
- Jyrki Tasa & NRT-arkitekter: Bostadskvarter vid Sjöfararstranden på Drumsö, Helsingfors
- Esa Ruskeepää: Opinmäki-campus, Storåker, Esbo
- Asmo Jaaksi: Op Pohjolas kontorsbyggnad i Vallgård, Helsingfors

## 2016
Vinnare: Läktaren och allaktivitetshuset Railo av Aaro Artto, Rovaniemen keskuskenttä, Rovaniemi. Vinnaren utsågs av Paavo Lipponen.
Övriga nominerade var:
- ALA Arkitekter: Villmanstrands stadsteater, Villmanstrand
- Avanto Arkitekter: Löyly, bastu-, bad- och restauranganläggning, Ärtholmen, Helsingfors
- Arkitektbyrån OOPEAA: Södriks kapell, Esbo[4]

## 2017
Vinnare: Grundrenovering av Harald Herlin-centret vid Aalto-universitetet, enligt ritningar av NRT-arkitekter. Vinnaren utsågs av  Reijo Karhinen.
Övriga nominerade var:
- Helsingfors stadsteater, grundrenovering
- Kasbergets förskola, grundrenovering
- Rekonstruktion av Pauluskyrkan i Tartu

## 2018
Vinnare: Nya barnsjukhuset, Helsingfors. Vinnaren utsågs av rättsodontologen Helena Ranta.
Övriga nominerade var:
- Amos Rex, Helsingfors
- Lallukka konstnärshem, Helsingfors
- Tankehörnan vid Helsingfors universitet
- Tuupala träskola, Kuhmo

## 2019
Vinnare: Ormhuset, Kottby, Helsingfors. Vinnaren utsågs av bildkonstnären och författaren Hannu Väisänen.
Övriga nominerade var:
- Helsingfors centrumbibliotek Ode, Helsingfors
- Jyväskylä universitets huvudbyggnad, Jyväskylä
- Kronobergsstrandens avfallssorteringsstation, Helsingfors
- Vaaralanpuiston päiväkoti, Daghem, Åsliden, Vanda

## 2020
Vinnare: Renoveringen av Olympiastadion, Helsingfors. Vinnaren utsågs av sångerskan och skådespelaren Paula Vesala.
Övriga nominerade var:
- K-Kampus i Fiskehamnen, Sörnäs, Helsingfors
- Aalto-universitetets nya campusbyggnad, Otnäst, Esbo
- Toritalo, Kotka

## 2021
Vinnare: Huvudbiblioteket Fyyri i Kyrkslätt. Vinnaren utsågs av filosofen Esa Saarinen.
Övriga nominerade var:
- Stadsmiljöhuset i Fiskehamnen, Sörnäs, Helsingfors
- Ylivieska nya kyrka

## 2022
Vinnare: Nyrenoverade Jyväskylä universitetsbibliotek. Vinnaren utsågs av regissören Klaus Härö.
Övriga nominerade var:
- Serlachius Konstbastu, Mänttä
- Busholmens grundskola, Busholmen, Helsingfors

## 2023
Vinnare: Daghemmet Martta Wendelin, Tusby. Vinnaren utsågs av utvecklingsdirektören och styrelsemedlemmen i Tiina och Antti Herlins stiftelse, Anna Herlin.
Övriga nominerade var:
- Ajurien talli, Rödbergen, Helsingfors
- Dansens hus, Helsingfors
- Drumsö kyrka, Drumsö, Helsingfors
- Konstmuseet Chappe, Ekenäs

## 2024
Vinnare: Tammela Stadion i Tammerfors
Övriga nominerade var:
- Hyytiälä skogsstation i Juupajoki
- Lamminrahka skolcentrum i Kangasala
- Institutbyggnaden Lastu i Träskända
- Renoveringen av Hagalunds kyrka